# Shaq Moore
Pour l’article homonyme, voir Moore.
Shaquell « Shaq » Moore, né le 2 novembre 1996 à Powder Springs en Géorgie, est un joueur international américain de soccer qui joue au poste d'arrière droit au FC Dallas en MLS.

## Biographie
Shaq Moore grandit dans le sud de la Floride et en Géorgie,. Il est le fils de l'ancien international trinidadien Wendell Moore (en) et le neveu du côté maternel de l'ancien gardien international trinidadien Richard Goddard (en),.

### Carrière en club
Shaq Moore passe par l'académie IMG (en) de Bradenton, puis il fait un bref passage à l'académie du FC Dallas en 2014 avant de s'essayer à une carrière européenne,. Il réalise plusieurs essais dans différents clubs de Valence en août 2014. Il intègre l'équipe A des cadets du Huracán (es) et participe également aux entraînements de l'équipe première. 
Le 9 mai 2015, il signe son premier contrat professionnel avec le Huracán Valence. Il fait ses débuts professionnels le 22 août en Segunda División B, remplaçant Javi Soria (es) lors d'un match nul contre l'Atlético Baleares (1-1). Le 30 décembre, il est libéré de son contrat à la suite de l'expulsion du Huracán du championnat par la RFEF. Il n'est plus payé depuis plusieurs mois,. Le 7 janvier 2016, il rejoint la réserve du Real Oviedo qui évolue en Tercera División,.
Le 30 août 2016, il signe un contrat avec la réserve du Levante UD, évoluant en Segunda División B. Lors de la présaison, il impressionne l’entraîneur de l’équipe première Juan Muñiz,. Il prend part à son premier match en équipe première le 26 octobre 2017, lors d'une rencontre de la coupe d'Espagne contre Gérone FC (victoire 2-0),,. Trois jours plus tard, il fait ses débuts en Liga, remplaçant Ivi López lors d'un match nul contre la SD Eibar (2-2) et devient le quatrième Américain à jouer en Liga,,. Il dispute son premier match de Liga en tant que titulaire lors de la victoire 2-0 contre l'UD Las Palmas le 19 novembre,. Le 8 décembre, il prolonge son contrat avec Levante jusqu'en juin 2020 avec deux années en option. Il a passé la majeure partie de la fin de la saison avec l’équipe réserve.
Le 13 juillet 2018, il est prêté au CF Reus Deportiu qui évolue en Segunda División,. Le 28 décembre, il résilie son contrat en raison de salaires impayés depuis trois mois. Il réintègre l'équipe réserve du Levante UD,.
Le 24 juillet 2019, il signe un contrat de trois avec le CD Tenerife qui évolue en Segunda División,. Le 22 septembre, il dispute son premier match sous ses nouvelles couleurs lors de la 7e journée de Segunda División contre le CF Fuenlabrada (défaite 0-1). Il inscrit son premier but en Segunda División, le 8 février 2020, contre l'Extremadura UD. Grace à ses performances à la Gold Cup, il attire ainsi notamment l'attention du Betis Séville, puis celle du Galatasaray SK,.

### Carrière internationale
Possédant à la fois la nationalité américaine et trinidadienne, il est éligible pour la sélection américaine mais aussi pour Trinité-et-Tobago, pays dont il possède des origines ― ses parents sont nés à Trinité-et-Tobago,,. 

#### Chez les jeunes
Shaq Moore est sélectionné avec l'équipe des États-Unis des moins de 17 ans pour participer au championnat continental des moins de 17 ans en 2013 (en). Les États-Unis ne parvient pas à se qualifier pour la Coupe du monde des moins de 17 ans, après une défaite face au Honduras,. 
Puis avec les moins de 20 ans, il prend part au championnat continental des moins de 20 ans en 2015. Lors de cette compétition organisée en Jamaïque, il dispute cinq rencontres. Ensuite, il participe à la Coupe du monde des moins de 20 ans qui suit,,, mais prend part qu'à deux rencontres de poule, les Américains sont éliminés en quart de finale par la Serbie,,.

#### Chez les A
Le 18 mars 2018, Shaq Moore est convoqué pour la première fois en équipe des États-Unis par le sélectionneur par intérim Dave Sarachan, pour un match amical contre le Paraguay, mais n'entre pas en jeu. Il est de nouveau convoqué pour deux matchs amicaux contre l'Irlande et la France le 29 mai. Il connait sa première sélection le 2 juin 2018, lors d'un match amical contre l'Irlande, remplaçant DeAndre Yedlin à la 70e minute. Le match se solde par une défaite 2-1 des Américains.
Le 1er juillet 2021, il est retenu dans la liste des vingt-trois joueurs américains sélectionnés par Gregg Berhalter pour disputer la Gold Cup 2021,. Il est informé peu de temps avant le premier match que Reggie Cannon est incapable de commencer et qu’il est titularisé à sa place face à Haïti,. Il est nommé homme du match grâce à ses bonnes performances,,.
Le 18 juillet, il inscrit son premier but en sélection contre le Canada lors de la dernière journée de la phase de groupe (victoire 1-0),. Ce but inscrit est le plus rapide de l'histoire de la Team USA, après seulement vingt secondes de jeu. Il est remplaçant lors de la finale contre le Mexique le 1er août et entre en jeu durant la seconde période. Les États-Unis s'imposent finalement sur un but de Miles Robinson en prolongations, remportant donc son premier titre international,. Il dispute toutes les rencontres de son équipe et nommé deux fois homme du match. Il est également nommé dans l'équipe-type de la compétition,. Il devient l'une des révélations Américaine de la compétition,,.
Le 9 novembre 2022, il est sélectionné par Gregg Berhalter pour participer à la Coupe du monde 2022.

## Statistiques

### Statistiques détaillées
| Saison                | Club                  | Championnat           | Championnat | Championnat | Coupe(s) nationale(s) | Coupe(s) nationale(s) | Compétition(s) continentale(s) | Compétition(s) continentale(s) | Compétition(s) continentale(s) | Séries | Séries | États-Unis | États-Unis | Total | Total |
| Saison                | Club                  | Division              | M.          | B.          | M.                    | B.                    | Comp.                          | M.                             | B.                             | M.     | B.     | M.         | B.         | M.    | B.    |
| 2015-2016             | Huracán Valence       | Segunda División B    | 6           | 0           | 1                     | 0                     | -                              | -                              | -                              | -      | -      | -          | -          | 7     | 0     |
| 2015-2016             | Real Oviedo B         | Tercera División      | 18          | 2           |                       |                       | -                              | -                              | -                              | -      | -      | -          | -          | 18    | 2     |
| 2016-2017             | Atlético Levante      | Segunda División B    | 27          | 0           |                       |                       | -                              | -                              | -                              | -      | -      | -          | -          | 27    | 0     |
| 2017-2018             | Atlético Levante      | Tercera División      | 17          | 2           |                       |                       | -                              | -                              | -                              | 4      | 0      | -          | -          | 21    | 2     |
| 2018-2019             | Atlético Levante      | Segunda División B    | 17          | 2           |                       |                       | -                              | -                              | -                              | -      | -      | -          | -          | 17    | 2     |
| Sous-total            | Sous-total            | Sous-total            | 85          | 6           | 1                     | 0                     | -                              | 0                              | 0                              | 4      | 0      | 0          | 0          | 90    | 6     |
| 2017-2018             | Levante UD            | Liga                  | 6           | 0           | 2                     | 0                     | -                              | -                              | -                              | -      | -      | 2          | 0          | 10    | 0     |
| 2018-2019             | CF Reus (prêt)        | Segunda División      | 9           | 0           | 1                     | 0                     | -                              | -                              | -                              | -      | -      | 3          | 0          | 13    | 0     |
| 2019-2020             | CD Tenerife           | Segunda División      | 26          | 1           | 4                     | 0                     | -                              | -                              | -                              | -      | -      | -          | -          | 30    | 1     |
| 2020-2021             | CD Tenerife           | Segunda División      | 41          | 0           | 1                     | 0                     | -                              | -                              | -                              | -      | -      | -          | -          | 42    | 0     |
| 2021-2022             | CD Tenerife           | Segunda División      | 23          | 0           | 2                     | 0                     | -                              | -                              | -                              | 4      | 0      | 10         | 1          | 39    | 1     |
| Sous-total            | Sous-total            | Sous-total            | 99          | 1           | 8                     | 0                     | -                              | 0                              | 0                              | 4      | 0      | 13         | 1          | 124   | 2     |
| 2022                  | Nashville SC          | MLS                   | 11          | 0           | -                     | -                     | -                              | -                              | -                              | 1      | 0      | 2          | 0          | 14    | 0     |
| 2023                  | Nashville SC          | MLS                   | 32          | 0           | 2                     | 0                     | LC                             | 7                              | 1                              | 2      | 0      | -          | -          | 43    | 1     |
| 2024                  | Nashville SC          | MLS                   | 23          | 1           | -                     | -                     | CCC+LC                         | 3+2                            | 0                              | -      | -      | 2          | 0          | 30    | 1     |
| Sous-total            | Sous-total            | Sous-total            | 66          | 1           | 2                     | 0                     | -                              | 10                             | 1                              | 5      | 0      | 4          | 0          | 87    | 2     |
| 2025                  | FC Dallas             | MLS                   | 25          | 3           | 2                     | 0                     | -                              | -                              | -                              | -      | -      | 2          | 0          | 29    | 3     |
| Total sur la carrière | Total sur la carrière | Total sur la carrière | 281         | 11          | 15                    | 0                     | -                              | 10                             | 1                              | 13     | 0      | 21         | 1          | 340   | 13    |

## Palmarès

### En club
Nashville SC
- Finaliste de la Leagues Cup en 2023

### En sélection
États-Unis
- Vainqueur de la Gold Cup en 2021

### Distinctions personnelles
- Membre de l'équipe-type de la Gold Cup en 2021